# Moisio (Turku)
Moisio est un quartier du district Maaria-Paattinen à Turku en Finlande,.

## Description
Moisio est une partie rurale de la ville de Turku située au nord de la ville, à environ 8 kilomètres du centre-ville.
Moisio a longtemps eu une population villageoise clairsemée.
Cependant, le quartier s'est transformé avec la construction de maisons individuelles, dans les années 1960 et 1970 puis 1990 et 2000, causée par la pénurie de terrains à proximité du centre de Turku.
Les quartiers d'Yli-Maaria et de Paattinen sont situés à proximité de Moisio.